# Stati Uniti d'America ai XX Giochi olimpici invernali
Gli Stati Uniti d'America parteciparono ai XX Giochi olimpici invernali, svoltisi a Torino, Italia, dall'11 al 19 febbraio 2006, con una delegazione di 204 atleti impegnati in quindici discipline.